# Aa (Brabant-Septentrional)
Pour les articles homonymes, voir Aa.
L'Aa est une rivière néerlandaise du centre-est et de l'est du Brabant-Septentrional. Sa source est située dans le Limbourg néerlandais près de Meijel. À Bois-le-Duc, elle rejoint le Dommel pour former la Dieze. À partir de 1922, la rivière a été canalisée sur la plus grande partie de son trajet.

## Géographie
La source de l'Aa est située sur la commune d'Ospel, à l'ouest de Meijel, dans la région de Peel, dans la province du Limbourg néerlandais. La rivière coule vers l'ouest, puis vire vers le nord pour passer entre Asten et Someren. Près de Lierop, l'Aa reçoit le Kleine Aa. L'Aa traverse Helmond sous le nom de Nieuwe Aa (ou Aa neuf). Entre Helmond et Beek en Donk, la rivière redevient Aa et reçoit le Bakelse Aa sur sa rive droite. Elle coule vers le nord, puis elle décrit un virage ample vers l'ouest/nord-ouest qui touche Erp, traverse Veghel et passe à l'est de Heeswijk-Dinther. Après Berlicum, l'Aa rejoint Bois-le-Duc à l'ancien village de Hintham. Au lieu-dit De Muntel, l'Aa rejoint le Dommel et le Zuid-Willemsvaart. À partir de cet endroit, l'Aa et le Dommel forment ensemble la Dieze qui se jette dans la Meuse au nord de Bois-le-Duc.

### Modification du lit historique à Bois-le-Duc
À l'origine, plusieurs branches de l'Aa contournaient la ville de Bois-le-Duc, mais dès 1544 la rivière a été déviée pour passer au plus proche de la ville, probablement dans le but d'améliorer sa fonction d'égout. Entre 1822 et 1826, lors de la construction du Zuid-Willemsvaart, la liaison entre l'Aa et la branche principale de la Binnendieze fut coupée ; depuis, la rivière fait office de canal de ceinture au nord-est de la ville. Lorsque le niveau de l'eau de la Meuse est trop élevé pour permettre l'évacuation des eaux par la Dieze, les eaux de l'Aa sont évacuées via le Canal d'évacuation de Bois-le-Duc à Drongelen. La direction du canal de ceinture occidental est alors inversée, et l'Aa passe par le lit du Dommel jusqu'à la Vughterpoort, où il rejoint ce canal d'évacuation.

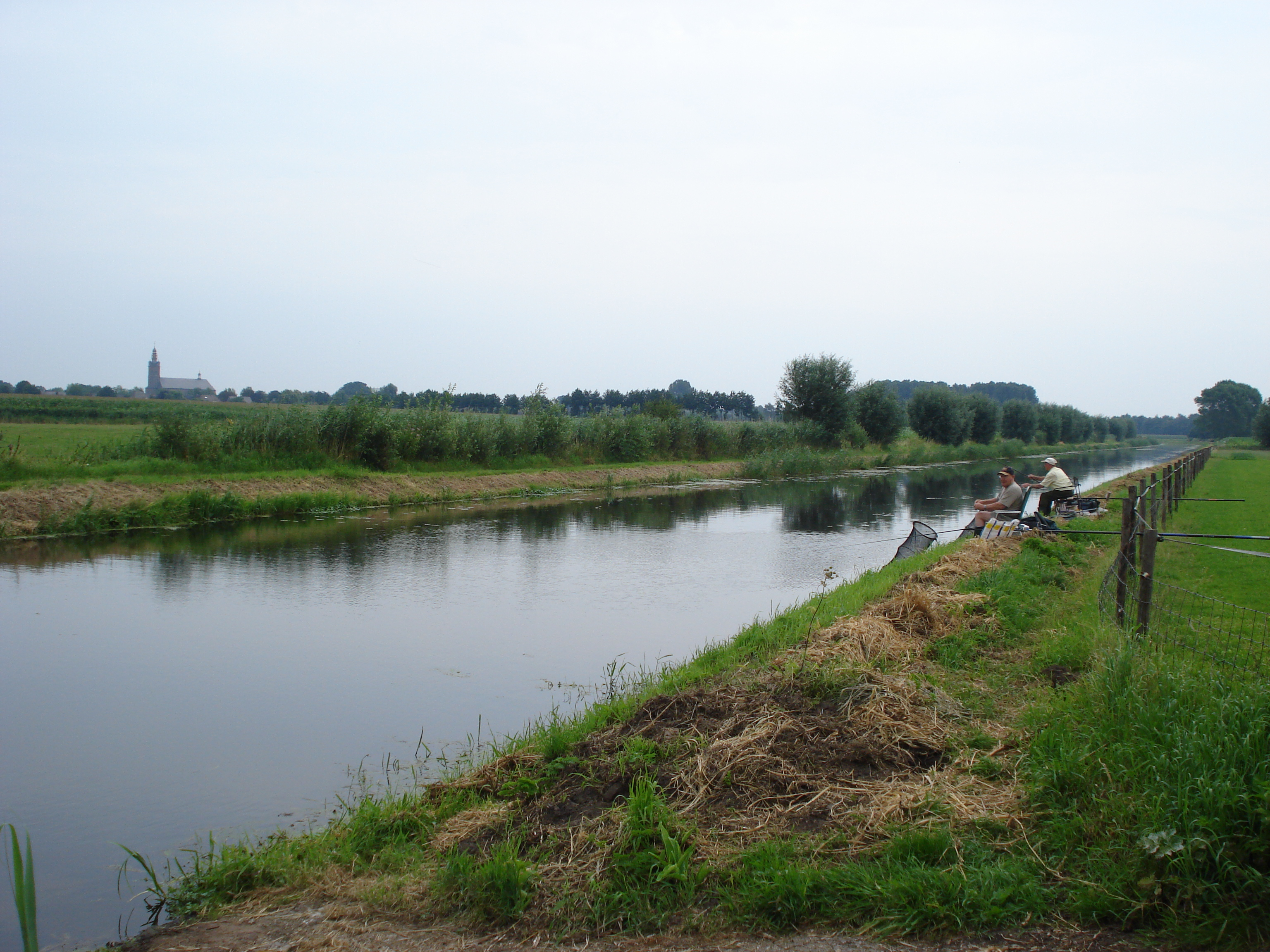
L'Aa à hauteur d'Erp.

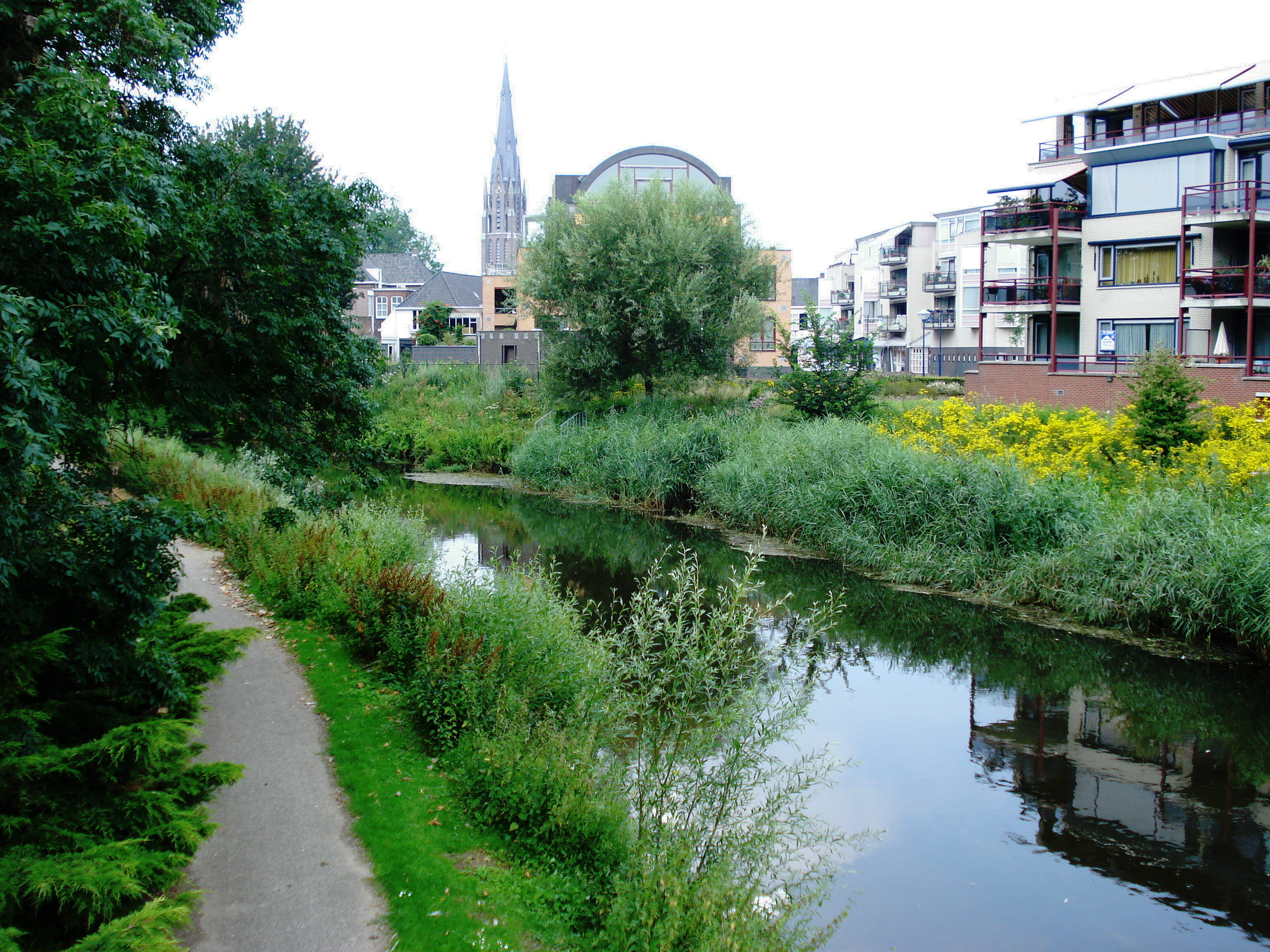
L'Aa traversant Veghel.

### Affluents
Le bassin versant de l'Aa fait partie du bassin versant de la Meuse. À l'ouest, le bassin versant de l'Aa est délimité par celui du Dommel, à l'est, la région de Peel forme la ligne de démarcation des eaux.
En remontant depuis le confluent avec le Dommel, l'Aa compte beaucoup d'affluents directs (voir la liste ci-dessous) et indirects (non listés). Ce sont essentiellement des ruisseaux.
- Grote Wetering
- Leijgraaf
- Biezenloop
- Hurkse Loop
- Landmeerse Loop
- Peelse Loop
- Snelle Loop
- Broek Aa
- Boerdonkse Aa ou Goorloop
- Bakelse Aa ou Oude Aa
- Weijer
- Astense Aa
- Busselse Loop
- Kleine Aa
- Voordeldonkse Broekloop
- Eeuwselse Loop
- Kievitsloop
- Platkuil

## Histoire
Il est difficile de déterminer l'âge exact de l'Aa. Certains hydrologues[réf. nécessaire] affirment qu'il est né lors de la dernière glaciation, il y a environ 10 000 ans. Dans une époque pré-glaciaire du Pléistocène, la Meuse était un affluent du Rhin, où elle se jetait près de Cologne. Après la disparition des inlandsis, créant les collines de la Veluwe et d'Utrecht, les rivières devaient se former un nouvel itinéraire dans ces régions du Benelux actuel. L'Ardenne séparait les vallées de la Meuse et du Rhin, qui ne se rapprochaient que bien plus au nord, contre les massifs de la Veluwe et d'Utrecht. À cet endroit, ils viraient vers l'ouest pour former le grand delta Rhin-Meuse-Escaut. Par fonctionnement tectonique s'est formée la région du Peel dans l'est du Brabant-Septentrional, constituée de tourbières. Les sols de la Campine et du Peel évacuaient leurs eaux pluviales superflues vers la vallée historique de la Meuse ; ainsi se sont formées - d'ouest en est - la Reusel, la Beerze, le Dommel et l'Aa, chacune avec ses propres affluents.

### L'habitat
Quelques vestiges datant de l'époque romaine permettent d'affirmer que l'homme s'est établi le long de l'Aa depuis longtemps. Il est probable que la rivière était déjà navigable à l'époque romaine. Toutefois, ce n'est qu'au Bas Moyen Âge qu'on trouve les preuves d'un habitat permanent, essentiellement sur la rive droite, où les terres étaient plus hautes. Sur la colline dorsale menant de Berlicum via Heeswijk-Dinther et Veghel jusqu'à Erp est située toute une rangée de villages, suivant les hauteurs relatives dominant l'Aa. Quelques localités, comme Veghel et Middelrode, sont même situées directement sur l'Aa, probablement aux endroits où il était possible de traverser la rivière à gué. Middelrode, tout comme Bois-le-Duc, a été fondé par les ducs de Brabant selon un plan déterminé. Initialement, la vallée marécageuse de la rivière ne se prêtait pas à un habitat permanent. Plus tard, ces terrains étaient défrichés et utilisés comme prairies.
Dans la vallée de l'Aa, on rencontre plusieurs manoirs et petits châteaux, attestant les valeurs défensives de cette zone marécageuse.

### L'Aa comme voie navigable
En 1573, Philippe II, duc du Brabant, autorise la ville de Helmond à rendre une partie de l'Aa navigable. Quand le  premier bateau relie Helmond à Bois-le-Duc, le voyage aller-retour dura 3 jours. La pénurie et le prix élevé des combustibles à Bois-le-Duc font qu'en 1625 un nouveau projet est prévu pour aménager l'Aa. Dès 1624 et 1628, la rivière est approfondie à plusieurs endroits, et on créa ou répara des écluses.
Toutefois, les événements historiques de l'époque ne permettent pas les projets d'aboutir. En 1629, Frédéric-Henri d'Orange-Nassau met le siège devant Bois-le-Duc. Le siège puis la reddition de la ville empêchent la réalisation du projet. À deux autres reprises, en 1739 et en 1798, on ressort les idées d'aménagement, mais rien ne se fait. Les communes traversées n'arrivent à se mettre d'accord ni sur la répartition des frais, ni sur les travaux à engager. De surcroît, on doutait fort que les frais engagés ne soient jamais amortis.
Malgré cela, quelques communes riveraines persistent. Lorsqu'en 1809, le roi Louis Bonaparte rend visite à Veghel, le conseil municipal lui demande l'autorisation de canalisation de l'Aa, et, en son honneur, d'appeler le nouveau canal Lodewijksvaart (Canal Louis). Louis Bonaparte est très honoré de l'idée, à laquelle il est favorable. Toutefois, la situation politique fait que les projets n'aboutissent pas. Finalement, à partir de 1823, on construit le Zuid-Willemsvaart. L'Aa, désormais, n'aura plus aucune fonction de transport fluvial.

### Inondations et moulins à eau

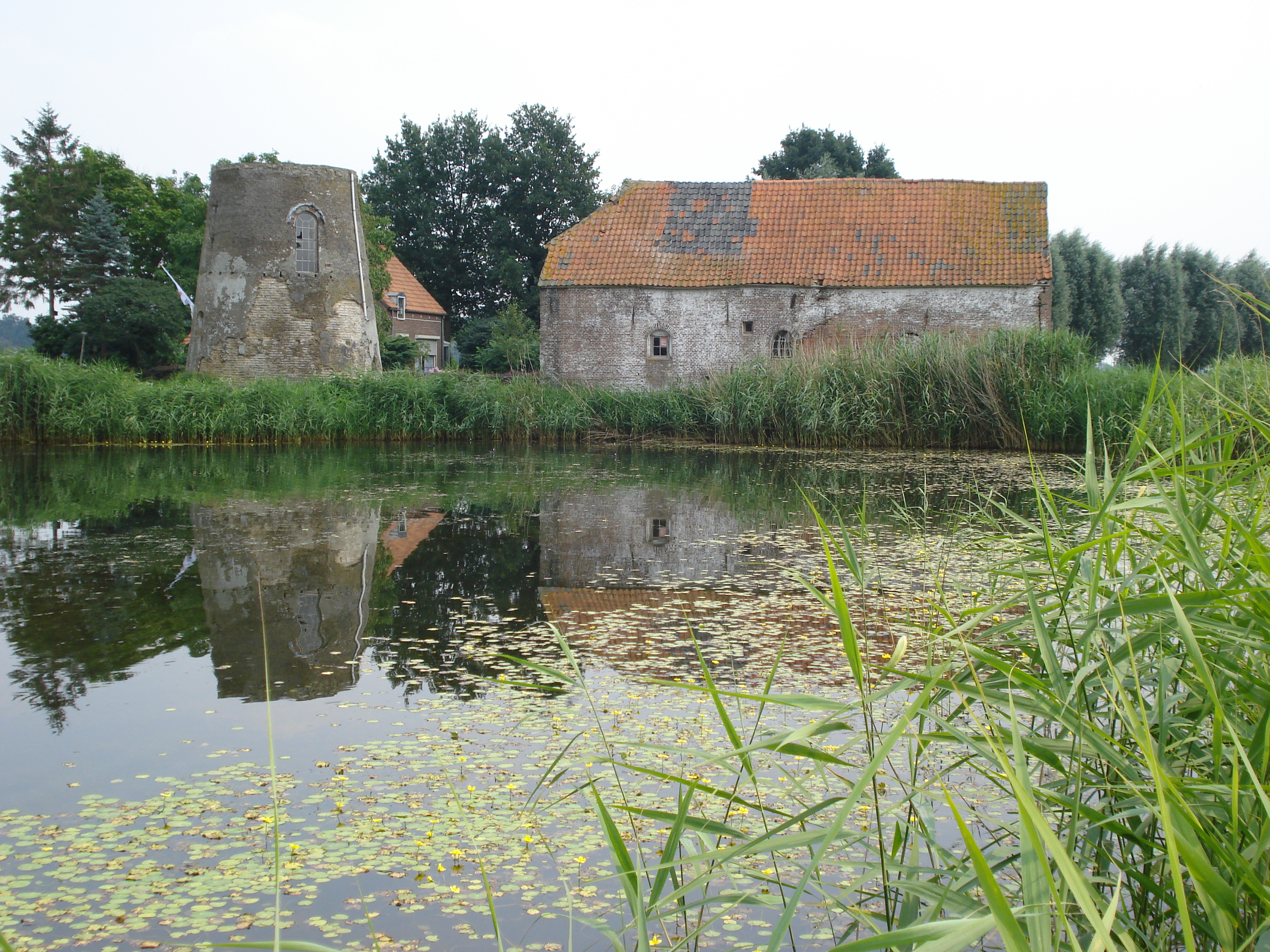
Le moulin de Kilsdonk, moulin à vent doublé d'un moulin d'eau, à restaurer.

De tout temps, le rôle principal de cette rivière sinueuse était d'évacuer les eaux superflues des terres sablonneuses élevées, où la plupart des habitants s'étaient établis. Avec la croissance du nombre d'habitants, on mit également en culture les terres basses le long de la rivière, notamment à Aarle-Rixtel, Beek en Donk, Veghel et Heeswijk-Dinther. Le gêne causé par les nombreuses inondations date de la mise en culture de ces terres. Autrefois, la rivière était plus large et plus profonde, mais son débit n'a jamais été suffisant pour évacuer toute l'eau de manière efficace. Surtout aux saisons humides, on était régulièrement affronté à la perte des recolte et au bétail noyé (par exemple à Dinther, en 1757). Le courant fut également obstrué par la présence de nombreux moulins à eau (à Lierop, Aarle-Rixtel, Erp, Veghel et Dinther). Les meuniers avaient l'habitude de laisser passer l'eau selon leurs propres besoins. Ainsi, à certains endroits, on rencontrait d'énormes mares en amont des moulins à eau, qui occasionnaient souvent des inondations. Les moulins à eau et le comportement des meuniers ont souvent provoqué des conflits, au point où les habitants se sont adressés à Charles Quint comme médiateur. En 1545, il faisait approfondir l'Aa et il déterminait le niveau d'eau maximal que chaque meunier avait le droit de retenir. Au début de ces ordonnances, elles portaient remède au mal, mais dès le début de la Guerre de Quatre-Vingts Ans, elles n'étaient plus respectées. En fin de compte, les communes essaient d'acheter les moulins, afin de les démolir. Ainsi, en 1880, la commune de Veghel devint propriétaire du moulin de Kilsdonk, au sud de Dinther. Le seul but de l'acquisition : enlever le seuil et la roue du moulin, afin d'améliorer le passage de l'eau et de contenter les fermiers riverains.

### Canalisation de la rivière

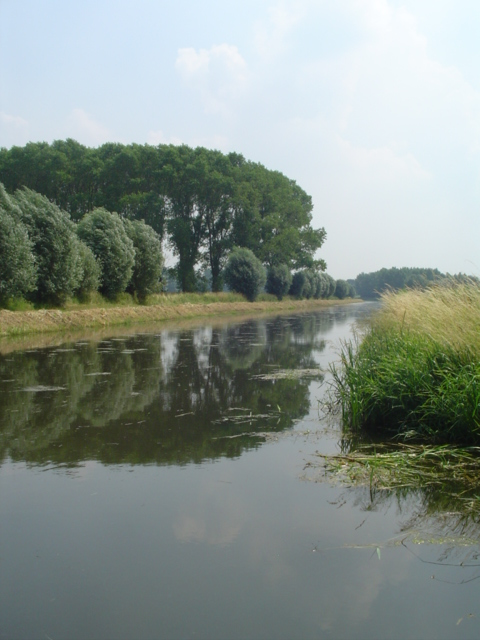
L'Aa canalisé, près de Veghel.

La création du Zuid-Willemsvaart mettait fin aux projets d'aménager l'Aa pour la navigation. Plus tard, quand en 1864 l'Agence de l'Eau Beneden Aa et en 1922 la plus importante Agence de l'Eau de l'Aa virent le jour, on s'attaquait aux gênes causés par les eaux de l'Aa.
La canalisation fut entamée : de manière rigoureuse et définitive, tous les méandres allaient être supprimés, la rivière deviendrait toute droite, désormais, on maîtriserait parfaitement la rivière. À partir des années 1930, 1 200 ouvriers ont travaillé sur le chantier, organisé en partir par les organisations de l'Assistance par le travail. Le travail manuel était rude et dur : à la pelle, on creusait les nouveaux tronçons, on montait et transportait la terre, puis on comblait les méandres. Après la Seconde Guerre mondiale, la mécanisation du travail le rendait plus aisé.

### L'Aa à l'époque moderne
Depuis 2004, le bassin versant de l'Aa est géré par l'Agence de l'Eau d'Aa en Maas (Aa et Meuse). Les évolutions de l'approche de la nature et du paysage ont fait qu'on commence à préserver les paysages, voire de les rétablir. Ainsi, on préserve scrupuleusement les quelques méandres subsistant, comme celui près du château de Heeswijk. À d'autres endroits, on recrée le cours sinueux de la rivière, comme en aval de Helmond ; ces méandres ne se trouvent pas forcément à leurs endroits historiques.
Quelques grands projets ont vu le jour pour (ré)aménager ou adapter la vallée de l'Aa. Le projet Dynamisch Beekdal, par exemple, vise à laisser plus de place à l'eau dans la vallée entre Heeswijk-Dinther et Bois-le-Duc, afin de rendre son dynamisme naturel à la rivière et de maîtriser les problèmes occasionnels d'inondation plus en aval vers Bois-le-Duc.